# Fighting Vipers
Fighting Vipers (ファイティングバイパーズ?, Faitingu Vaipāzu) è un videogioco arcade sviluppato e pubblicato da SEGA nel 1995. Convertito per Sega Saturn e PlayStation 2, il gioco è stato distribuito a partire dal 2012 su Xbox Live e PlayStation Network.

## Modalità di gioco
Picchiaduro in stile Virtua Fighter 2, nel gioco sono disponibili otto diversi lottatori. Nella versione giapponese per Saturn del videogioco è inoltre presente Pepsiman come personaggio giocante.